# لمورهای موشی
لمورهای موشی (نام علمی: Microcebus) به اعضای سردهای از تیره لمورهای کوتوله گفته می‌شود که تنها در ماداگاسکار زندگی می کنند. اعضای این سرده با داشتن طول بدن و دمی کمتر از 27 سانتی‌متر، کوچکترین نخستی سانان زنده هستند.

## گونه‌ها
- گونه‌های لمورهای موشی[۱]
  - لمور موشی خاکستری, Microcebus murinus
  - لمور موشی قرمز-خاکستری, M. griseorufus
  - موش لمور قهوه‌ای-طلایی, M. ravelobensis
  - موش لمور حنایی شمالی, M. tavaratra
  - لمور موشی سامبیرانو, M. sambiranensis
  - لمور موشی سایمون, M. simmonsi
  - لمور موشی کوتوله, M. myoxinus
  - لمور موشی قهوه‌ای, M. rufus
  - لمور موشی مادام برت, M. berthae
  - لمور موشی گودمن, M. lehilahytsara
  - لمور موشی جالی, M. jollyae
  - لمور موشی مک‌آرتور, M. macarthurii [۲]
  - لمور موشی میترمایر, M. mittermeieri
  - لمور موشی کلیر, M. mamiratra, synonymous to M. lokobensis [۳]
  - لمور موشی بونگولاوا M. bongolavensis [۳]
  - لمور موشی دنفاس M. danfossi [۳]
  - لمور موشی آرنولد, M. arnholdi [۴]
  - لمور موشی مارگو مارش, M. margotmarshae [۴]
  - لمور موشی گرپ. M. gerpi[۵]
  - لمور موشی آنوسی. M. tanosi[۶][۷]
  - لمور موشی ماروهیتا. M. marohita[۶][۷]